# Tombeau de Tin Hinan
Pour les articles homonymes, voir Tin Hinan (homonymie).
Le tombeau de Tin Hinan est un mausolée berbère qui occupe la partie supérieure d'une colline située sur la rive gauche de l'oued Tifirt à proximité de l'oasis d'Abalessa au Hoggar dans le Sahara. Ses dimensions sont de 26,25 m de grand axe, 23,75 m de petit axe et 4 m de hauteur.

## Histoire
Attribué à la reine Tin Hinan, ancêtre des Touaregs du Hoggar, le tombeau d'Abalessa est une construction berbère dont le mausolée rappelle l'aspect des mausolées du Tafilalet, de Mauritanie et d'Algérie.
En 1925, à Abalessa, dans le Hoggar, des archéologues découvrent la tombe d'une femme. Ils y trouvent outre un squelette bien conservé, des pièces de monnaie à l'effigie de l'empereur romain Constantin, des bijoux en or et en argent, ainsi qu'un mobilier funéraire. La tombe, qui date du IVe siècle, est attribuée par les archéologues à Tin Hinan, bien que les Touaregs eux-mêmes furent beaucoup moins affirmatifs sur ce point.
L'examen du squelette retrouvé dans le mausolée montre que la femme souffrait d'une lombarthrose qui l'obligeait à boiter, ce qui rejoint les détails de l'historien Ibn Khaldoun au sujet de Tin Hinan, qui précisait que les Touaregs de l'Ahaggar se désignaient également comme « les enfants de Tiski », c'est-à-dire « les descendants de la femme qui boîte ».
Reygasse a fouillé les autres salles en 1933. Avec Émile Félix Gautier, ils émettent les hypothèses suivantes : « Voilà un réduit à la fois sacré et fortifié où le mobilier atteste de très fortes influences romaines, et laisse d'ailleurs soupçonner des influences nègres. Il semble bien que ce réduit, assez spacieux pour avoir contenu des magasins, ait dû être un gite d'étapes entre la mer Méditerranée et l'Afrique noire. Influences méditerranéennes qui, nécessairement, se sont développées après l'apparition du chameau. »
Les bijoux et le mobilier funéraire de Tin Hinan sont conservés au musée national du Bardo à Alger.

## Le tombeau
Le tombeau d'Abalessa est une construction où se rejoignent les influences culturelles méditerranéenne, saharienne et soudanaise[réf. nécessaire]. C'est un monument bâti sur le modèle des grands mausolées berbères à chambres multiples, renfermant un personnage, dont l'inhumation est à la fois datée par le 14C et par une empreinte de monnaie à l'effigie de l'empereur romain Constantin le Grand, émise entre 308 et 324 apr. J.-C. 
Le corps, attribué à la reine berbère Tin Hinan, était paré de nombreux bijoux, dont 15 bracelets en or et en argent comportant des affinités avec ceux en alliage cuivreux fabriqués plus au sud autour d'Agadès, au début de l'ère chrétienne.
Lors de sa découverte, le monument était recouvert d'amas de grosses pierres, qu'il a fallu déblayer avant d'entreprendre les fouilles. L'enceinte, régulière, était formée d'un mur en pierres sèches. Certains de ces blocs étaient si volumineux que les archéologues se sont posé la question de savoir comment leur transport au sommet de la butte s'était effectué. D'où l'hypothèse de l'œuvre de populations étrangères à la région.[pas clair]
La fouille de ce mausolée, unique vestige royal connu dans le Sahara, a permis de découvrir onze salles. La plus grande avait pour mesures 6 × 7 m et la plus petite 3,50 × 2 m. Une seule porte communique avec l'extérieur.
La seule salle explorée, au cours de la mission franco-américaine de 1926, renfermait le squelette d'un corps, présenté comme étant la reine Tin Hinan, ancêtre des Touaregs du Hoggar, placé dans un caveau souterrain protégé par des dalles de pierre, ainsi qu'un somptueux mobilier archéologique dont des bijoux en or et en argent et une lampe romaine. 
Selon les conclusions du docteur Leblanc, doyen de la Faculté de Médecine d'Alger qui a examiné le squelette : « On peut affirmer que le squelette est celui d'une femme de race blanche. L'ensemble du squelette examiné rappelle fortement le type égyptien des monuments pharaoniques, le type des hautes classes, caractérisé par la grande taille élancée, la largeur des épaules, l'étroitesse du bassin et la minceur des jambes ».

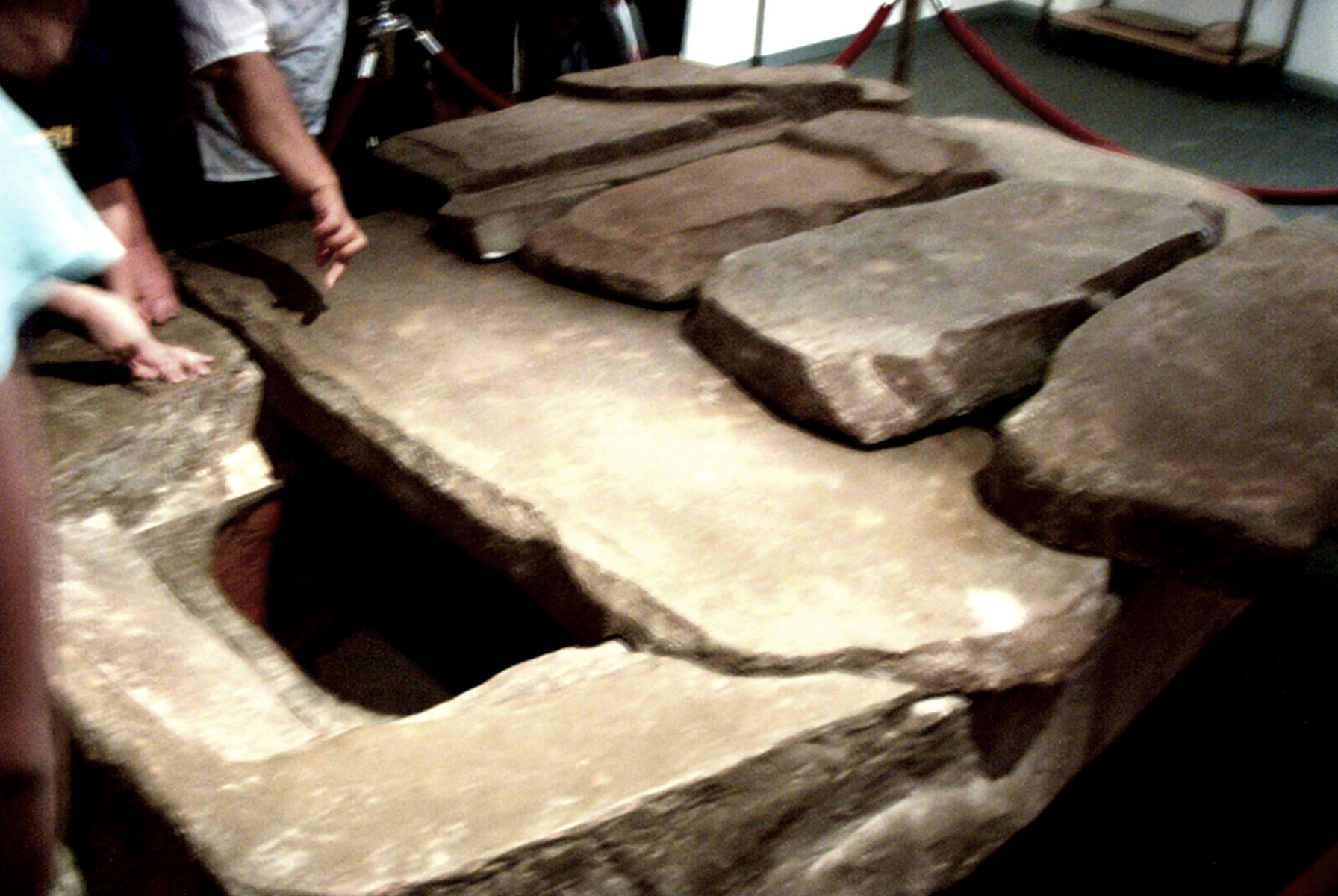
Sépulture de Tin Hinan au musée national du Bardo à Alger.

Bien que les spécialistes aient d'abord cru avoir affaire au squelette d'un homme, car celui-ci paraissait grand pour être celui d'une femme, les experts ont finalement conclu qu'il s'agissait bien du squelette d'une femme, et que la reine des Touaregs était une femme exceptionnellement grande, mesurant entre 1,72 mètre et 1,75 mètre.
La fouille du monument d’Abdalesa a livré le squelette de Tin Hinan “couché sur le dos, tourné vers l’est (vers l'Egypte ?), les jambes et les bras légèrement repliés”. Le squelette de Tin Hinan a été découvert, recouvert de fragments de cuir rouge.
Parmi les objets retrouvés dans le tombeau, on retrouve : des fragments de poteries, des fragments de meuble en bois, une coupe en bois, un gobelet de verre, trois monnaies, des éléments de collier en pierre et de pâte de verre, un tube en or en forme de colonne, des fragments de bois, de cuir et de verre, des éléments de colliers et des pendentifs en or et pierre verte, des grigris de pierre, des débris de cuir, 7 bracelets d'or, 8 bracelets en alliage d'argent, des graines, des rondelles d'os ayant fait partie d'un collier (lapsus calami, rondelle d'or). 
Les fouilles du site sont interdites, selon Aziri, dans l'édition du 18 novembre 2007 du journal El Watan. Les archéologues algériens, selon Malika Hachid, confirment seulement deux hypothèses. La première est que les spécialistes sur place ne savent pas le nom de la sépulture et aussi celui du squelette trouvé. La deuxième est que le monument au départ a été un fortin et une gravure date du IIIe siècle[pas clair]. Les chercheurs demandent des fouilles complémentaires, puisque, d'après eux, le site a été mal étudié. Par contre, Slimane Hachi, directeur du CNRPAH, veut absolument préserver le mythe fondateur des Touaregs, attaché à Tin Hinan. 
Selon le philosophe et historien Ibn Khaldoun, le fondateur du peuple Touareg serait Tiski, la sœur des quatre frères  Houaras, Sanhadja, etc.